# Tumba (Zweden)
Tumba is de hoofdplaats van de gemeente Botkyrka in het landschap Södermanland en de provincie Stockholms län in Zweden. Een gedeelte van de plaats ligt echter in de gemeente Salem. De plaats heeft 35.311 inwoners (2005) en een oppervlakte van 1.728 hectare. Tumba ligt ongeveer tussen Stockholm en Södertälje in en kan als een voorstad van Stockholm beschouwd worden. De bankbiljetten van de Zweedse kroon worden gedrukt bij Tumba Bruk in Tumba.
Vlak bij het pendeltreinstation van Tumba ligt het winkelcentrum Tumba centrum, waar circa 50 winkels zijn gevestigd.

## Immigranten
In 2006 was 10 procent van de bevolking in Tumba buitenlander, terwijl 25 procent een "buitenlandse achtergrond" had. (De Zweedse definitie van buitenlandse achtergrond is: mensen die in het buitenland geboren zijn, of mensen die in Zweden geboren zijn en wier ouders allebei in het buitenland geboren zijn.) Immigranten komen uit landen als Turkije, Irak, Joegoslavië, Polen, Finland, Chili, Afghanistan en Libanon.

## Verdeling aantal inwoners over gemeenten
| Gemeente | Inwoners van Tumba |
| -------- | ------------------ |
| Botkyrka | 21.140             |
| Salem    | 14.171             |
| Totaal   | 35.311             |

## Verkeer en vervoer
Bij de plaats lopen de Länsväg 226 en Länsväg 258.
De plaats heeft een station aan de spoorlijn Stockholm - Göteborg.